# Pseudartrose
Pseudartrose ou falsa articulação ocorre quando as superfícies fraturadas encontram-se arredondadas e esclerosadas pois ocorre entre dois ossos fraturados uma falsa articulação onde é um agravante na reabilitação do paciente suas principais causas são: osteomielite; diminuição na irrigação sanguínea; mobilidade dos fragmentos; interposição de partes moles; perda de contato entre as 2 superfícies osseas;tumor ósseo e presença de líquido sinovial ( fratura intraarticular).